# Vrapčak
Vrapčak je zagrebački potok koji izvire na jugozapadnom dijelu Medvednice, iznad Gornjega Vrapča. Ubraja se u tzv. trešnjevačke potoke, s Kustošakom i Črnomercom, s kojima se spaja te u blizini Jaruna ulijeva u Savu. 
Protječe zapadnim dijelom južne medvedničke padine, Gornjim Vrapčem (duž Vrapčanske ceste), Špansko-Oranicama do Zagrebačke avenije, gdje se ulazi u Trešnjevku – jug protječući Vrbanima i Jarunom do ušća u Savu.
Izvorišno područje obuhvaća najmanje 95 izvora u jugozapadnomu dijelu Parka prirode Medvednica, na sjeveroistočnomu rubu zagrebačke gradske četvrti Podsused – Vrapče. Nalaze se na geološki raznolikoj podlozi: sjeverniji izvori smješteni su na kredno-trijaskoj, a južniji na miocenskoj podlozi. Morfogenetski, izvorišno područje ima obilježja fluviodenudacijskoga reljefa, s brojnim jarugama i vododerinama. U njemu se u Vrapčak ulijeva potok Ferendol. Izdašnost izvora je mala. Prema obliku staništa koje tvore, prevladavaju koritasti (reokreni) i blatni (helokreni) izvori.
U gornjemu toku, uz tok potoka prolazi i planinarska Vrapčanska obilaznica, koju održava PD Gornje Vrapče. Iz Gornjega Vrapča uz potok do slapa Sopot proteže se planinarski put 8, dio medvedničkih planinarskih staza.
U nizinskom toku potok rijetko presušuje. Ima jednostavan riječni režim, s najvećim vodostajima i protocima u veljači i ožujku, a najnižima u ljetnim mjesecima.
Potok je u listopadu 2022. bio pogođen onečišćenjem u obliku bijele pjene, koje je uzrokovalo pomor ribe.
Na potoku se nalazi vodenica obitelji Varović, koja je nepokretno kulturno dobro Grada Zagreba.